# Saison 2025 de l'équipe cycliste FDJ-Suez
La Saison 2025 de l'équipe FDJ-Suez est la vingtième de la formation.

## Préparation de la saison

### Partenaires et matériel de l'équipe
L'équipe change de partenaire vélos pour cette saison, Lapierre laisse sa place à Specialized. Le contrat avec Continental se poursuit en 2025 pour les pneumatiques. Le roues sont fournies par la marque Roval (Specialized) et les composants par Shimano.
Au niveau textile, la marque espagnole Gobik continue d'équiper la formation FDJ-Suez. La FDJ-Suez signe toutefois un nouveau partenariat avec Nike pour l'habillement. Changement également au niveau des lunettes, avec la signature d'un partenariat avec le fabricant californien 100%.
Les sponsors principaux de l'équipe restent inchangés par rapport à la saison précédente, à savoir FDJ, Suez et CB.
En cours de saison, d'autres sponsors viennent compléter la liste des partenaires, en apparaissant sur le maillot. Ainsi au mois de juin, les assurances Gan apparaissent sur les manches et le haut du maillot. Quelques jours plus tard c'est le groupe Adagio Aparthotel qui devient partenaire majeur, en apparaissant sur maillot sous le logo Suez.
La société FDJ ayant changé de nom au cours de la saison au profit de FDJ United, le logo change alors juste avant les championnats nationaux pour s'adapter au nouveau nom.

### Arrivées et départs
L'effectif connaît un important renouvellement notamment au niveau de ses leaders. Ainsi la Danoise Cecilie Uttrup Ludwig rejoint les rangs de l'équipe Canyon//SRAM Racing, la championne du monde et olympique de contre-la-montre Grace Brown arrête sa carrière et l’Italienne Marta Cavalli rejoint la Team Picnic PostNL (nouveau nom de la formation DSM).
L'équipe voit ainsi l'arrivée de 2 nouvelles leaders, à savoir Demi Vollering et Juliette Labous. Juliette Labous est accompagnée de son ancienne coéquipière Églantine Rayer. Les autres recrues sont l'expérimentée Elise Chabbey, la coureuse néo-zélandaise Ally Wollaston et la multiple championne d'Europe et du monde junior de cyclo-cross Célia Gery.
| Arrivées        | Équipe 2024         |
| --------------- | ------------------- |
| Demi Vollering  | SD Worx-Protime     |
| Juliette Labous | DSM-Firmenich       |
| Elise Chabbey   | Canyon//SRAM Racing |
| Ally Wollaston  | AG Insurance-Soudal |
| Églantine Rayer | DSM-Firmenich       |
| Célia Gery      | néo pro             |

| Départs               | Équipe 2024         |
| --------------------- | ------------------- |
| Cecilie Uttrup Ludwig | Canyon//SRAM Racing |
| Grace Brown           | arrêt               |
| Marta Cavalli         | Team Picnic PostNL  |
| Gladys Verhulst-Wild  | AG Insurance-Soudal |

### Effectifs
| Effectif 2025            | Effectif 2025     | Effectif 2025    | Effectif 2025                    |
| Cycliste                 | Date de naissance | Pays             | Équipe précédente                |
| ------------------------ | ----------------- | ---------------- | -------------------------------- |
| Loes Adegeest            | 7 août 1996       | Pays-Bas         | IBCT (2022)                      |
| Nina Buysman             | 16 novembre 1997  | Pays-Bas         | Human Powered Health (2023)      |
| Élise Chabbey            | 24 avril 1993     | Suisse           | Canyon-SRAM Racing (2024)        |
| Léa Curinier             | 21 avril 2001     | France           | Team dsm-firmenich (2023)        |
| Coralie Demay            | 10 octobre 1992   | France           | St Michel-Mavic-Auber 93 (2023)  |
| Eugénie Duval            | 3 mai 1993        | France           |                                  |
| Célia Gery               | 4 janvier 2006    | France           |                                  |
| Vittoria Guazzini        | 26 décembre 2000  | Italie           | Valcar-Travel & Service (2021)   |
| Amber Kraak              | 29 juillet 1994   | Pays-Bas         | Team Jumbo-Visma (2023)          |
| Juliette Labous          | 4 novembre 1998   | France           | Team dsm-firmenich PostNL (2024) |
| Marie Le Net             | 25 janvier 2000   | France           | Breizh Ladies (2018)             |
| Lauren Molengraaf        | 5 octobre 2005    | Pays-Bas         |                                  |
| Évita Muzic              | 26 mai 1999       | France           | VC Morteau Montbenoit (2017)     |
| Églantine Rayer          | 12 juin 2004      | France           | Team dsm-firmenich PostNL (2024) |
| Alessia Vigilia          | 1 septembre 1999  | Italie           | Top Girls Fassa Bortolo (2023)   |
| Demi Vollering           | 15 novembre 1996  | Pays-Bas         | SD Worx-Protime (2024)           |
| Jade Wiel                | 2 avril 2000      | France           | VC Morteau Montbenoit (2018)     |
| Ally Wollaston           | 4 janvier 2001    | Nouvelle-Zélande | AG Insurance-Soudal Team (2024)  |
|                          |                   |                  |                                  |
| Source : ProCyclingStats |                   |                  |                                  |

### Encadrement
Comme depuis 2008, Stephen Delcourt est le manager général de l'équipe. 
Nicolas Maire est le directeur sportif depuis le départ de Cédric Barre. Il est assisté de Lieselot Decroix et Flavien Soenen (co-redirecteurs de la performance), ainsi que de Lars Boom qui rejoint l'encadrement,.

## Déroulement de la saison

### Janvier-Mars

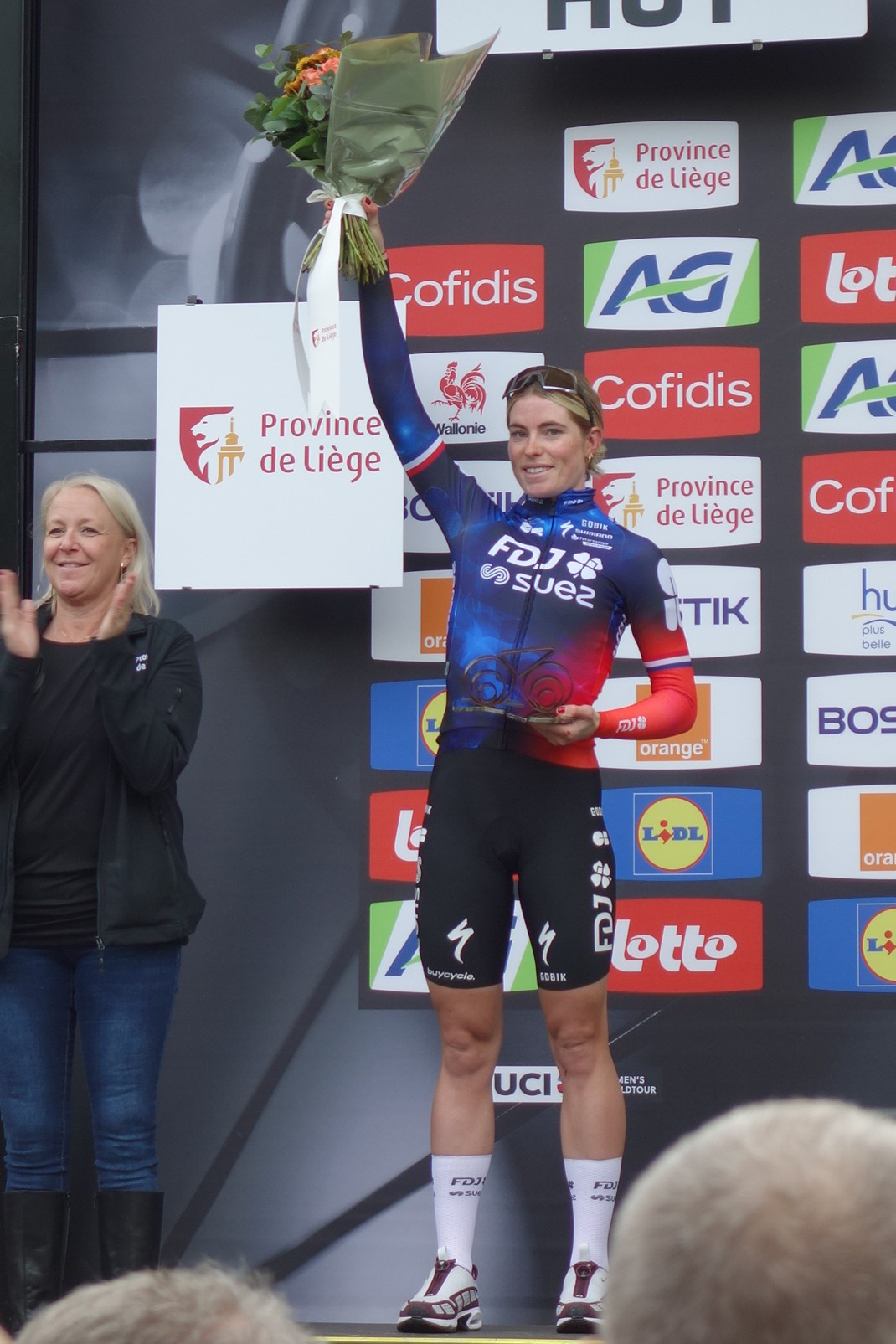
Demi Wollering sur le podium (2e de la Flèche Wallonne

Comme lors des années précédentes, une partie de l'équipe commence la saison en Australie pour participer au Tour Down Under et aux courses d'un jour qui suivent. Après être passée de peu à côté de la victoire à plusieurs reprises, Ally Wollaston ouvre le compteur de victoires de l'équipe lors de la Surf Coast Classic. 3 jours plus tard, elle s'impose au sprint sur la Cadel Evans Great Ocean Road Race, première victoire World Tour de la saison pour l'équipe.
Sur l'UAE Tour, Juliette Labous participe à sa première course avec sa nouvelle équipe. Elle termine à la 11e place du classement général. Victime d'une chute lors de la 2e étape, Alessia Vigilia annonce quelques jours après souffrir d'une fracture de la clavicule.
Le 11 février, à l'occasion de la conférence de presse de présentation du calendrier pour les trois leaders, le manager de l'équipe, Stéphen Delcourt, ne cache pas les ambitions de l'équipe « On vise la gagne dans les trois grands Tours ».
Demi Vollering commence sa saison par la Setmana Ciclista Valenciana. Pour son premier jour de course, elle s'échappe à  une vingtaine de kilomètres de l'arrivée de la 1re étape en compagnie d'Anna van der Breggen, son ancienne directrice sportive chez SD Worx-Protime, dont c'était aussi la course de reprise après 3 ans d'arrêt. Vollering fini par lâcher van der Breggen et s'impose en solitaire à Gandia. L'équipe assure l'essentiel dans le contrôle du peloton sur les étapes suivantes, et Vollering remporte ainsi le classement général.
Le week-end suivant, Ally Wollaston remporte sa première victoire de la saison en Europe, sur la clásica de Almería.
Le 8 mars, pour les Strade Bianche, l'équipe FDJ-Suez joue la course d'équipe. Alors qu'Évita Muzic est dans le groupe de tête qui oscille entre 1 et 2 minutes d'avance sur le groupe des favorites, Léa Curinier assure le tempo dans ledit groupe des favorites, afin de protéger les chances de Demi Vollering. Dans le Colle Pinzuto, à une trentaine de kilomètres de l'arrivée, Juliette Labous prend les commandes du groupe, avant que Demi Vollering n'attaque. Cela leur permet de revenir sur le groupe de tête, qui se compose alors de 12 coureuses. Vollering attaque dans le secteur empierré suivant des Tolfe. Seule Anna van der Breggen parvient à la suivre. Au pied de la rue Santa Catarina de Sienne, Vollering prend ses distances sur son ancienne directrice sportive et s'impose sur la piazza del Campo. 1 minutes 42 après, Pauline Ferrand-Prévot et Juliette Labous se disputent la 3 place sur le podium. Le sprint est cependant remporté par la coureuse de Visma-Lease a Bike.

### Avril à Juin

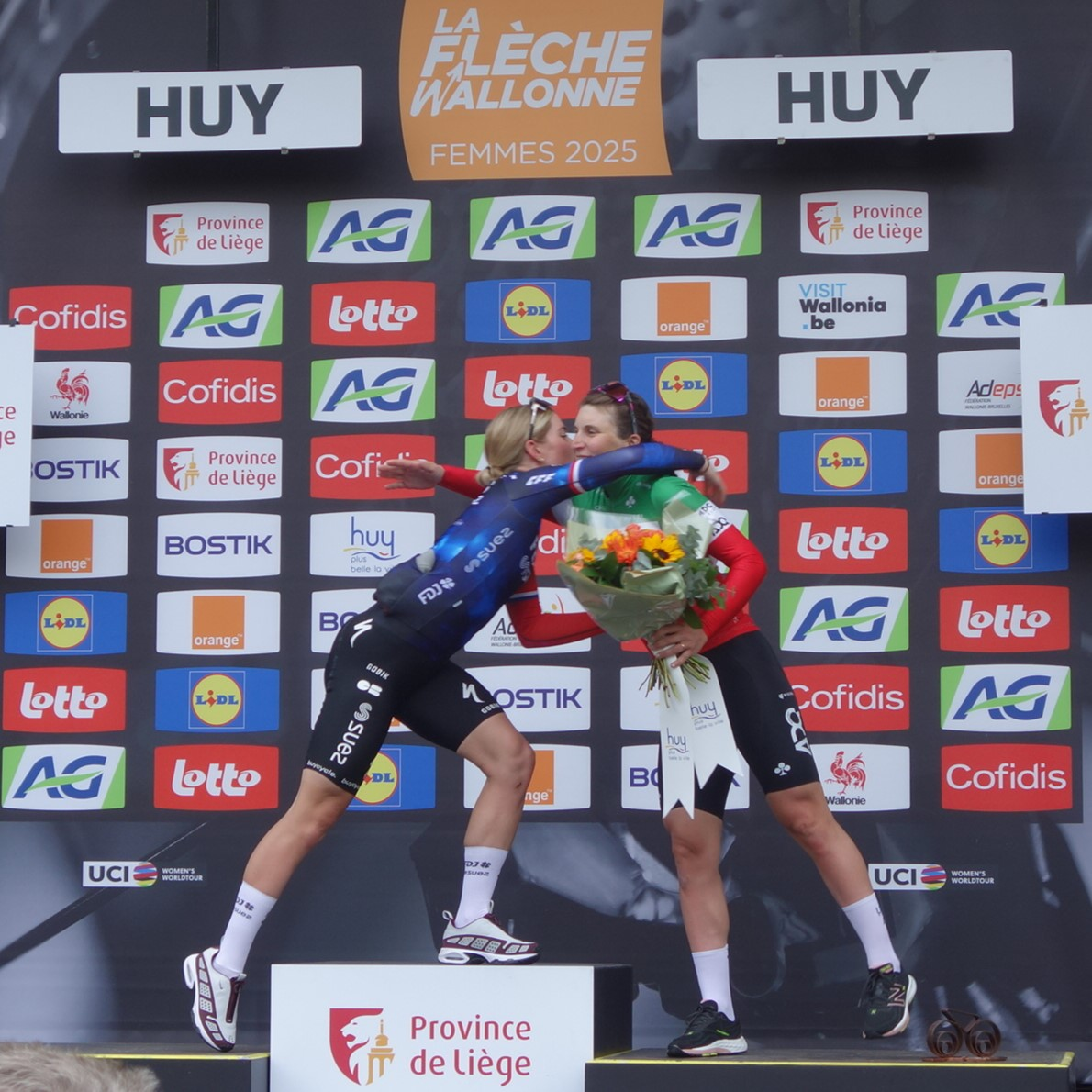
Demi Vollering congratule Elisa Longo Borghini (Lidl-Trek) sur le podium de la Flèche Wallone

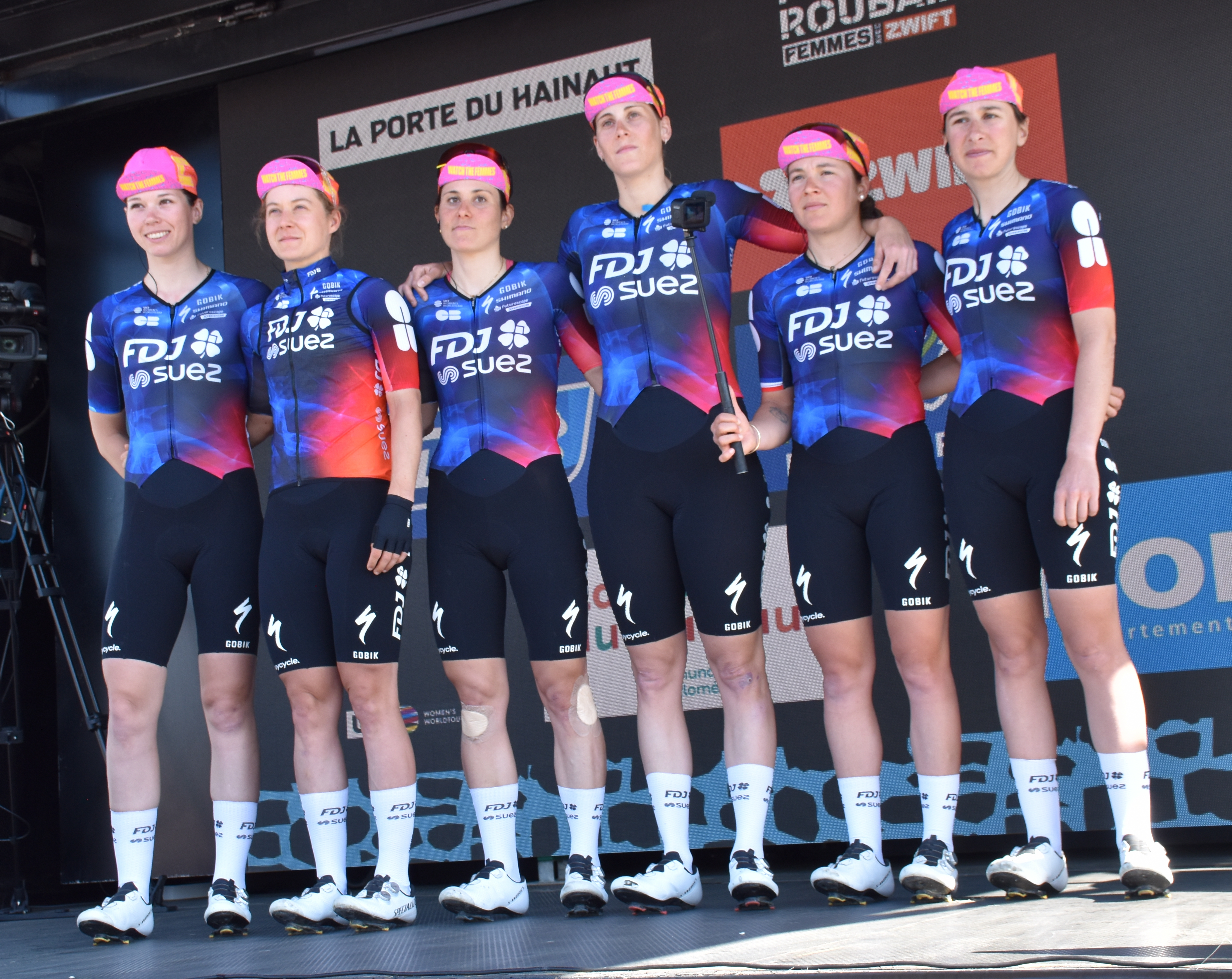
L'équipe lors de la présentation de Paris-Roubaix

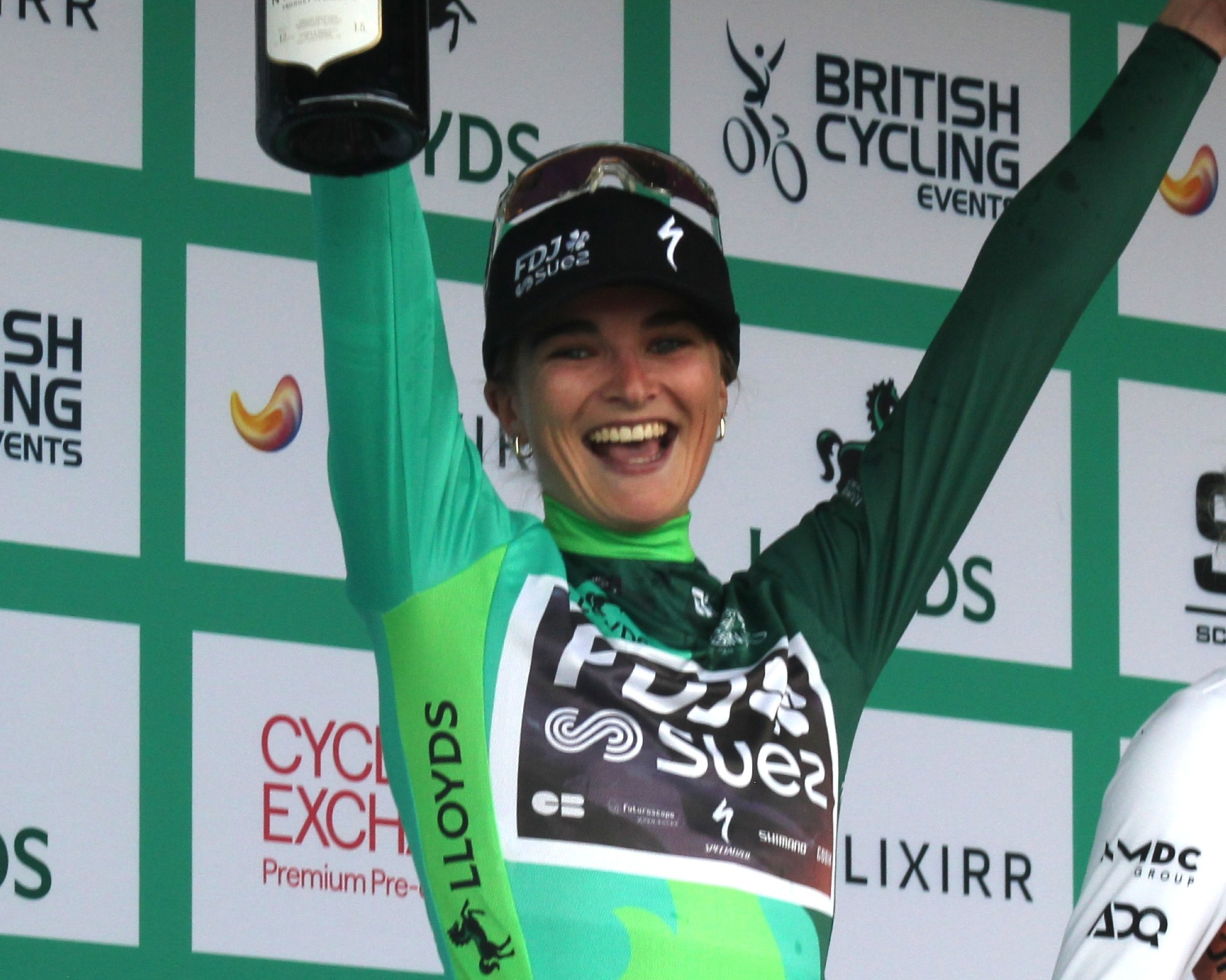
Ally Wollaston, victorieuse du Tour de Grande-Bretagne

Lors des classiques du printemps, l'équipe s'organise principalement autour d'Elise Chabbey. La Suissesse termine 9e d'À travers les Flandres puis 7e du Tour des Flandres alors qu'elle chute à moins de 40 km de l'arrivée. Elle termine également 7e sur Paris-Roubaix.
Sur l'Amstel Gold Race, l'équipe, dont Demi Vollering se met au service de Juliette Labous. La française est dans le bon groupe, mais échoue au pied du podium (4e) lors du sprint final. Sur la Flèche wallonne puis Liège-Bastogne-Liège, Demi Vollering renoue avec le podium, finissant respectivement 2e et 3e.
Pour le premier Grand tour de la saison, le Tour d'Espagne, l'équipe est composée de Loes Adegeest, Vittoria Guazzini, Juliette Labous, Marie Le Net, Évita Muzic, Demi Vollering et Ally Wollaston. Lors de la première étape, un contre-la-montre par équipe dans les rues de Barcelone, Vittoria Guazzini chute lors du demi-tour, néanmoins l'équipe termine 4e à 6 secondes seulement de la Lidl-Trek vainqueur. Lors de la 4e étape, un groupe d'une vingtaine de favorites s'isole à l'avant lors de la dernière ascension. Anna van der Breggen (SD-Worx) surprend Demi Vollering dans la descente et l'emporte à Borja avec une dizaine de secondes d'avance sur le reste du groupe. Le lendemain, l'étape reine de ce tour d'Espagne se dirige vers Lagunas de Neila. Demi Vollering s'y impose et prend alors la tête du classement général. Vollering récidive 2 jours après, lors de la dernière étape qui s'achève en haut de l'alto de Cotobello. Elle remporte ainsi le tour d'Espagne, ce qui représente le premier Grand tour gagné par l'équipe FDJ-Suez.
L'équipe, remaniée mais toujours articulée autour de Demi Vollering, enchaine en Espagne avec le Tour du Pays basque (Itzulia Women). Après 2 étapes remportées au sprint par Mischa Bredewold (SD Worx), c'est Demi Vollering qui s'impose le 3e et dernier jour à Saint-Sébastien, remportant en même temps le classement général. Lors du Tour de Catalogne, l'équipe réussi un carton plein, en remportant les 3 étapes, respectivement par Élise Chabbey, Demi Vollering et Loes Adegeest. Vollering s'adjuge, par ailleurs, le classement général.
En parallèle, du 5 au 8 juin, l'équipe participe au Tour de Grande-Bretagne. Au départ de la dernière étape qui se court dans les rues de Glasgow, Ally Wollaston et la britannique Cat Ferguson (Movistar) ne sont séparées que de 3 secondes au classement général, à la faveur de l'anglaise. Les deux coureuses se disputent les bonifications lors de cette étape remportée par Lorena Wiebes (SD-Worx). Ally Wollaston prend ainsi le dessus sur Cat Ferguson et remporte le classement général. La semaine suivante, à l'occasion du Tour féminin international des Pyrénées, Ally Wollaston remporte la 1re étape qui se termine à Barbazan-Debat.
À la mi juin, le Tour de Suisse représente un autre moment important de la saison. Lors de la première étape, qui part et termine à Gstaad, Demi Vollering part à l'offensive avec Marlen Reusser (Movistar). Le duo creuse un net avantage vis à vis des autres favorites. Au sprint, la Suissesse s'impose devant la néerlandaise de FDJ-Suez. Le lendemain, Amber Kraak profite d'une échappée au long cours pour s'imposer. Au départ de la dernière étape, Vollering est toujours 2e, à trois secondes de Reusser. La coureuse de la Movistar parvient à détacher Vollering (rapidement rejointe par Katarzyna Niewiadoma) dans les 10 derniers kilomètres et s'adjuge tant l'étape que le classement général. Vollering se dit épuisée à l'issue de la course et annonce prendre un peu de repos avant les prochaines échéances de la saison.

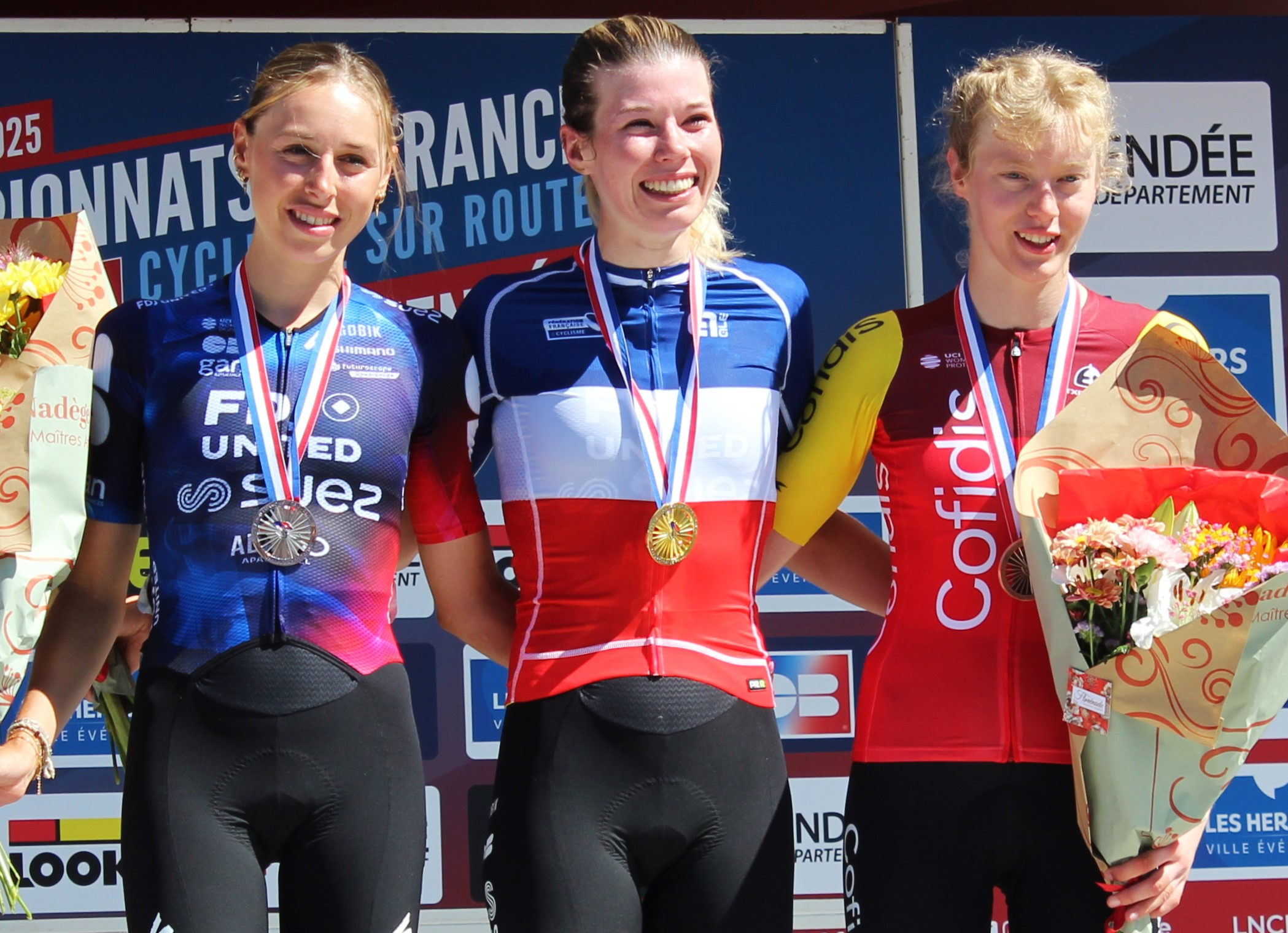
Le podium des championnats de France avec de gauche à droite Léa Curinier (2e), Marie Le Net (championne) et Julie Bégo (Cofidis, 3e)

La dernière semaine de juin est l'occasion des championnats nationaux pour une grande partie des pays européens. Vittoria Guazzini conserve son titre de championne d'Italie du contre-la-montre. Malheureusement elle est victime d'une grave chute lors de l'épreuve en ligne, qui compromet une partie de sa saison estival. 
En France, bien aidée par Léa Curinier, c'est Marie Le Net qui remporte le maillot tricolore lors de la course en ligne.

### Juillet à Septembre

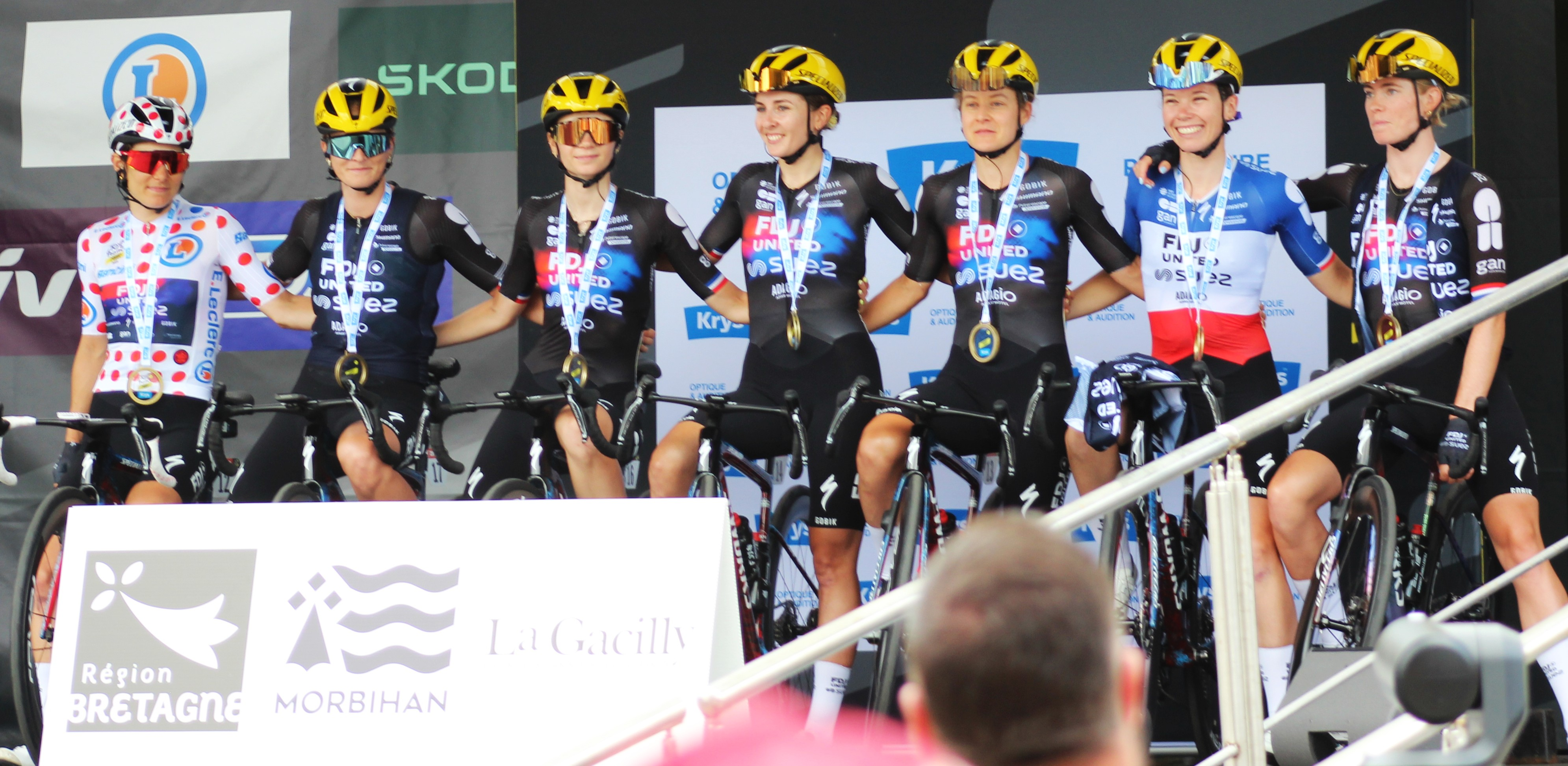
L'équipe à l'arrivée de la 3e étape du Tour de France Femmes avec le nouveau maillot

## Victoires

### Sur route
| Victoires | Victoires                                            | Victoires   | Victoires | Victoires         | Victoires |
| Date      | Course                                               | Pays        | Classe    | Vainqueur         |           |
| --------- | ---------------------------------------------------- | ----------- | --------- | ----------------- | --------- |
| 29 janv.  | Surf Coast Classic                                   | Australie   | 1.1       | Ally Wollaston    |           |
| 1 fév.    | Cadel Evans Great Ocean Road Race Women              | Australie   | 1.WWT     | Ally Wollaston    |           |
| 13 fév.   | 1re étape de la Semaine cycliste valencienne         | Espagne     | 2.Pro     | Demi Vollering    |           |
| 16 fév.   | Classement général, Semaine cycliste valencienne     | Espagne     | 2.Pro     | Demi Vollering    |           |
| 23 fév.   | Clàssica d'Almeria                                   | Espagne     | 1.1       | Ally Wollaston    |           |
| 8 mars    | Strade Bianche                                       | Italie      | 1.WWT     | Demi Vollering    |           |
| 8 mai     | 5e étape du Tour d'Espagne                           | Espagne     | 2.WWT     | Demi Vollering    |           |
| 10 mai    | Classement général, Tour d'Espagne                   | Espagne     | 2.WWT     | Demi Vollering    |           |
| 10 mai    | 7e étape du Tour d'Espagne                           | Espagne     | 2.WWT     | Demi Vollering    |           |
| 18 mai    | Classement général, Tour du Pays basque              | Espagne     | 2.WWT     | Demi Vollering    |           |
| 18 mai    | 3e étape du Tour du Pays basque                      | Espagne     | 2.WWT     | Demi Vollering    |           |
| 6 juin    | 1re étape du Tour de Catalogne                       | Espagne     | 2.1       | Élise Chabbey     |           |
| 7 juin    | 2e étape du Tour de Catalogne                        | Espagne     | 2.1       | Demi Vollering    |           |
| 8 juin    | Classement général, Tour de Grande-Bretagne          | Royaume-Uni | 2.WWT     | Ally Wollaston    |           |
| 8 juin    | 3e étape du Tour de Catalogne                        | Espagne     | 2.1       | Loes Adegeest     |           |
| 8 juin    | Classement général, Tour de Catalogne                | Espagne     | 2.1       | Demi Vollering    |           |
| 13 juin   | 1re étape du Tour Féminin International des Pyrénées | France      | 2.1       | Ally Wollaston    |           |
| 13 juin   | 2e étape du Tour de Suisse                           | Suisse      | 2.WWT     | Amber Kraak       |           |
| 26 juin   | Championnat d'Italie du contre-la-montre             | Italie      | CN        | Vittoria Guazzini |           |
| 28 juin   | Championnat de France sur route                      | France      | CN        | Marie Le Net      |           |

### Résultats sur les courses majeures

#### Grands tours
| Grand tour            | Tour d'Espagne                                | Tour d'Italie     | Tour de France                                       |
| --------------------- | --------------------------------------------- | ----------------- | ---------------------------------------------------- |
| Coureuse (classement) | Demi Vollering (1re)                          | Évita Muzic (13e) | Demi Vollering (2e)                                  |
| Accessits             | 2 étapes Meilleure grimpeuse Meilleure équipe | -                 | Meilleure grimpeuse (Elise Chabbey) Meilleure équipe |

## Classement mondial
| Classement UCI | Classement UCI | Classement UCI | Classement UCI |
| Coureur        | Coureur        | Pays           | Points         |
| -------------- | -------------- | -------------- | -------------- |